# Maximilian Scharfetter
Maximilian Scharfetter (* 20. Juni 2002 in Schwarzach im Pongau) ist ein österreichischer Fußballspieler.

## Karriere
Scharfetter begann seine Karriere beim UFC Radstadt. Zur Saison 2016/17 wechselte er in die Akademie des Wolfsberger AC, in der er in Folge bis 2021 sämtliche Altersstufen durchlief. Im Oktober 2020 debütierte er für die Amateure der Kärntner in der Regionalliga. Bis zum COVID-bedingten Saisonabbruch der Saison 2020/21 kam er zu fünf Regionalligaeinsätzen.
Ab der Saison 2021/22 war Scharfetter dann fester Teil der Amateure und kam insgesamt zu 13 Einsätzen. In der Saison 2022/23 machte er 15 Regionalligapartien. Im Februar 2024 debütierte er bei seinem Kaderdebüt für die Profis der Wolfsberger in der Bundesliga, als er am 18. Spieltag der Saison 2023/24 gegen den SK Rapid Wien in der 79. Minute für Thierno Ballo eingewechselt wurde. Bis Saisonende kam er zu sieben Bundesligaeinsätzen. In der Saison 2024/25 spielte er wieder ausschließlich für Wolfsbergs Amateure.
Zur Saison 2025/26 wechselte Scharfetter zum Zweitligisten SKU Amstetten, bei dem er einen bis 2027 laufenden Vertrag erhielt.

## Erfolge
- Österreichischer Cupsieger: 2025